# Andreas Lorenz (Politiker, 1971)
Andreas Lorenz (* 1. August 1971 in Mühldorf am Inn) ist ein bayerischer Politiker (CSU). Er war von 2008 bis 2018 und von 2022 bis 2023 Landtagsabgeordneter für den Stimmkreis München-Giesing.

## Politik
Andreas Lorenz trat 1988 der CSU bei. Von 1996 bis 2008 war er Mitglied im Münchner Stadtrat und wurde 2008 Bezirksausschussmitglied von Sendling. Bei der Landtagswahl 2008 wurde er in den Bayerischen Landtag gewählt und war in seiner Funktion als Abgeordneter Mitglied des Ausschusses für Kommunale Fragen und Innere Sicherheit, des Ausschusses für Verfassung, Recht, Parlamentsfragen und Verbraucherschutz und der Richter-Wahl-Kommission.
Bei der Landtagswahl 2018 trat er erneut als Direktkandidat für den Stimmkreis München-Giesing an, verlor das Mandat jedoch an Gülseren Demirel (Bündnis 90/Die Grünen). Am 7. Januar 2022 zog Lorenz als Nachrücker für den ehemaligen bayerischen Landwirtschaftsminister Marcel Huber wieder für die CSU in den Landtag ein. Nach der Landtagswahl 2023 schied er wieder aus dem Landtag aus. 